# کالای مکمل
کالای مکمل مفهومی در علم اقتصاد است که در برابر کالای جانشین بیان می‌شود. کالای مکمل به کالاهایی گفته می‌شود که به صورت تکمیلی و با هم مصرف شوند تا یک نیاز مشخص را برطرف سازند. مانند قند و چای، مسواک و خمیردندان، تفنگ و گلوله تفنگ، اتومبیل و بنزین. گفتنی است که افزایش قیمت یکی از کالای‌های مکمل باعث کاهش در میزان تقاضا برای کالای دیگر خواهد شد و برعکس کاهش قیمت یکی از کالاهای مکمل باعث افزایش در میزان تقاضا برای کالای مکملش خواهد شد. به عنوان مثال افزایش قیمت بنزین باعث کاهش تقاضا برای اتومبیل خواهد شد. یا کاهش قیمت انرژی الکتریکی باعث افزایش استفاده از لوازم برقی می‌گردد.

## بیان اقتصادی کالای مکمل

منحنی بی‌تفاوتی دو کالای مکمل.

تابع مطلوبیت کالای مکمل به صورت زیر نمایش داده می‌شود. تابع زیر را تابع مطلوبیت مارکس لئونتیف می‌نامند. بنابر نمودار رسم شده در شکل، شعاع OE (خط نقطه چین) نسبتی از این دو کالا را که مصرف‌کننده مصرف می‌نماید را نشان می‌دهد.
{\displaystyle U=Min(aX,bY)}  یا    {\displaystyle U=Min(X/a,Y/b)}

## مثال
چنانچه قند و چای را به عنوان کالای مکمل در نظر بگیریم اگر در این حالت مصرف‌کننده صرفاً به اضافه کردن تعداد قندها بپردازد و در میزان چای مصرفی خود تغییری ایجاد ننماید، مطلوبیت مصرف‌کننده تغییر نمی‌کند.
چنانچه دو لنگه کفش را کالای مکمل در نظر بگیریم، صرفاً افزایش پای راست کفش، نمی‌تواند تأثیری در مطلوبیت فرد داشته باشد. پس مصرف‌کنندگان باید به نسبت ثابت و یکسانی از هر دو کالا استفاده کنند.

## کشش ارتباطی
اگر قیمت‌های اسمی کالاهای مرتبط، تغییر کند به‌طور قطع روی مقدار تقاضای کالای مورد نظر تأثیر متقابل خواهد گذاشت. با مشاهدهٔ این تأثیرات متقابل می‌توان هر جفتی از کالاها را به کالاهای جانشین یا مکمل تقسیم کنیم مثلاً فرض کنید کالای x فقط با یک کالای دیگر مثلاً y مرتبط است. در این حالت امکان تعریف کشش متقاطع قیمتی تقاضا وجود خواهد داشت. بر طبق تعریف کشش ارتباطی، بسته به آنکه کشش متقاطع قیمتی تقاضا مثبت یا منفی یا صفر باشد امکان طبقه‌بندی کالاها به وجود می‌آید. به عبارتی می‌توان با استفاده از کشش ارتباطی تقاضا نیز نوع ارتباط بین دو کالا را کشف نمود. اگر کشش ارتباطی تقاضای کالای X نسبت به قیمت کالای Y منفی باشد یعنی Exy<0 باشد در این صورت بین تغییر قیمت کالای Y و تقاضای کالای X رابطه معکوسی وجود دارد و دو کالای X و Y مکمل یکدیگر هستند؛ مثلاً با افزایش قیمت چای تقاضا برای قند کاهش می‌یابد. در این حالت قند و چای دو کالای مکمل بوده و کشش متقاطع آن‌ها منفی می‌باشد.
{\displaystyle Exy={\frac {\operatorname {(} X_{2}-X_{1})}{(X_{2}+X_{1})}}*{\frac {\operatorname {(} Py_{2}+Py_{1})}{(Py_{2}-Py_{1})}}}
{\displaystyle Exy<0}

## روش هیکس
از نظر تاریخی اولین روش تقسیم‌بندی، بر اساس اثر کل بعد از انتشار اثر جان هیکس به نام ارزش سرمایه تشخیص داده شده است. که تقسیم‌بندی دقیق‌تری می‌توان به وسیله تجزیه و تحلیل اثر جانشینی به‌تنهایی به دست آورد.
با فرض اینکه تابع مطلوبیت مصرف‌کننده به صورت (U=Min(x,y باشد، مطابق با شکل رسم شده هر قدر تحدب منحنی بی‌تفاوتی بیشتر باشد میزان جانشینی دو کالا نیز کاهش می‌یابد. در حالت حدی که امکان جانشینی دو کالا وجود ندارد منحنی بی‌تفاوتی برای این کالاها به صورت L یا به صورت زاویه قائم رسم می‌شود که آن را منحنی مصرف لئونتیف نیز می۷نامند. چنانچه مصرف‌کننده بخواهد میزان مطلوبیت کل را افزایش دهد، باید ترکیب معینی از دو کالا را با هم مصرف نمود. چراکه صرفاً با افزایش در مصرف یک کالا مطلوبیت وی تغییر نخواهد کرد و عملاً کالایی که میزان مصرف آن افزایش یافته بلااستفاده می‌ماند. زمانی که x و y دو کالای کاملاً مکمل باشند منحنی تقاضای جبرانی برای کالای x که قیمتش دچار تغییر می‌شود، خطی است عمود بر محور xها؛ زیرا تقاضای جبرانی حاصل از اثر جانشینی است و اثر جانشینی در این حالت صفر است و نرخ نهایی جانشینی نیز صفر است؛ بنابراین در این حالت تنها اثر درآمدی کاهش قیمت کالای x موجب افزایش تقاضای این کالا شده است و اثر جانشینی آن صفر بوده و تأثیری بر تقاضای کالای x نمی‌گذارد. اما با آنکه روش اخیر، دقیق تر است به کار بردن آن در سطح عملی مشکل‌تر است. به همین دلیل در مسائل واقعی از روش کشش ارتباطی استفاده می‌شود. چرا که توابع رجحان انفرادی با اطلاعات موجود محاسبه شدنی نیست.

## کالای مکمل در نوآوری و فناوری
کالاهای مکمل، کالاها و خدمات جانبی هستند که ارزش کالای دیگری را میسر ساخته یا افزایش می‌دهند. برای نمونه، ارزش یک کنسول بازی ویدئویی مستقیماً به در دسترس بودن کالاهای تکمیلی مانند بازی‌های ویدئویی، دستگاه‌های جانبی و خدماتی مانند بازی‌های آنلاین مرتبط است.
چندین محصول مکمل در صنعت فناوری وجود دارد. به عنوان مثال، تلفن‌های همراه و شارژرهای تلفن مکمل‌های قوی هستند؛ زیرا شارژر تلفن تنها محصولی است که می‌تواند کاربرد خود را انجام دهد. به‌طور مشابه، سیستم‌ها و کنترلرهای بازی‌های ویدیویی مکمل‌های قوی هستند.
بسیاری از کالاها تنها زمانی کاربردی یا مطلوب هستند که برای آنها کالاهای مکملی در دسترس باشد (نوارهای ویدئو برای دستگاه‌های وی سی آر فیلم برای دوربین عکاسی و مانند آنها).
برخی شرکت‌ها هم کالا و هم مکمل‌های آن را می‌سازند (مانند کداک که هم فیلم تولید می‌کرد و هم دوربین)؛ در حالی که دیگران برای تأمین کالاها یا خدمات مکمل برای کالاهای خود متکی به شرکت‌های دیگر هستند (مانند سازندگان رایانه که اغلب به شرکت‌های دیگر وابسته هستند تا خدمات و نرم‌افزار به مشتریان عرضه کنند). محصولاتی که پایگاه جاافتاده گسترده‌ای دارند احتمالاً توسعه‌دهندگان کالاهای مکمل بیشتری جذب خواهند کرد.